# International Federation of Business and Professional Women
International Federation of Business and Professional Women (BPW International) är en internationell organisation för yrkesverksamma kvinnor, grundad 1930. 
Organisationens bakgrund låg i grundandet av Business and Professional Women i USA av Lena Madisen Philips i USA 1930. 
Det var under en tid när den nya kvinnan tog större plats i samhällslivet.  